# چوپانیان
چوپانیان یا آل چوپان دودمانی بودند که طی سده هشتم (۷۳۸–۷۵۸ق) یا سده چهاردهم میلادی در قسمتی از ایران حکومت کردند.چوپانی ها از نوادگان یک خانواده مغول از قبیله سلدوز بودند. آنها در ابتدا تحت فرمان ایلخانان خدمت کردند، پس از سقوط ایلخانان، مستقلاً کنترل بخش هایی از ایران را به دست گرفتند.
این دودمان سلسله‌ای از امرا بود که پس از درگذشت ابوسعید بهادرخان آخرین ایلخان مغول در قسمتی از ایران حکومت کرد. مؤسس آن امیر شیخ حسن چوپانی پسر بزرگ‌تر امیر تیمورتاش بن امیر چوپان سلدوز است و پس از او برادر کوچک‌ترش امیر ملک اشرف چوپانی حکومت کرد. پادشاهان خاندان چوپانی منحصر به همین دو تن است.
چوپانیان از خانواده مغول بودند که در قرن ۱۴ میلادی به شهرت رسیدند. در آغاز زیر نظر ایلخانیان حکومت می‌کردند ولی پس از سرنگونی آن‌ها، بر بخشی از سرزمین های آنان فرمان راندند. چوپانیان آذربایجان را پایگاه قدرت خود قرار دادند؛ تا زمانی که جلایریان در بغداد به قدرت رسیدند.

## سلطه امیر چوپان و پسرانش
در اوایل قرن چهاردهم، امیرچوپان زیر سه ایلخان متوالی خدمت می‌کرد، که از غازان محمود شروع می‌شد. امیرچوپان، فرمانده نظامی برجسته، به سرعت درجه ای از نفوذ بر ایلخانان را به دست آورد و با چند تن از اعضای خط هولاکوخان ازدواج کرد. قدرت و نفوذ او باعث کینه در میان اشراف شد، که در سال ۱۳۱۹ علیه او توطئه کردند اما شکست خوردند. ایلخان ابوسعید اما از نفوذ امیرچوپان و موقعیت پ‌های پسران او در ایالات امپراتوری خوشش نیامد و امیرچوپان را با موفقیت از دربار حذف کرد و پسرانش را از فرمانداری ایالات عزل کرد. وی در سال ۱۳۲۷ به هرات گریخت و کارتیها او را اعدام کردند. تعدادی از پسرانش به اردوگاه طلایی یا ممالک مصر گریختند در حالی که دیگران کشته شدند.

## سلطه بغداد خاتون
چوپانیان به‌طور کامل از ایران محو نشدند. بغداد خاتون، دختر امیرچوپان، چشم ابوسعید را چنان به خود جلب کرده بود که سرسختانه ایلخان خواهان ازدواج با او شد. در طول عمر امیرچوپان، او با شیخ حسن جلایر، بنیانگذار آینده جلایرها ازدواج کرده بود، اما پس از فرار امیرچوپان به هرات، شیخ حسن از بغداد خاتون جدا شد و پس از قتل امیرچوپان، مدتی بسیار زیاد کوتاه پس از عزاداری، بغداد خاتون با ابوسعید ازدواج کرد. او به سرعت بر ایلخان نفوذ بلامنازع و بی‌بدیل بدست آورد و از اعتبار، امتیازات و اختیارات بسیار وسیعی و نفوذ عظیمی که به او داده شده بود نهایت استفاده را کرد، بغداد خاتون دشمنان، بدخواهان و قاتلان پدر و برادرانش را یا بیچاره کرد، یا تبعید یا به قتل رساند. ادعا شد (اما هرگز ثابت نشد) که در توطئه‌هایی علیه ایلخان دست داشته‌است، اما برخی معتقد بودند که باعث مرگ ابوسعید در ۱۳۳۵ شده‌است. جانشین ابوسعید، آرپاخان از ترش زیاد بخاطر نفوذش و بیمناک از این که علیه او با متحدانش توطئه کند او را اعدام کرد، بغداد خاتون ۱۶ روز پس از مرگ ابوسعید توسط خواجه لوُلوُ با ضربات چوپ به قتل رسید.

## شیخ حسن (۷۳۸–۷۴۴ق)
شیخ حسن چوپانی اولین امیر چوپانی بود که بیشتر مورخان او را گرداننده حکومت و ابوسعید بهادرخان را بازیچه دست وی می‌خوانند. بعد از مرگ ابوسعید در ۱۳ ربیع‌الثانی ۷۳۶ هجری، ایلخانان رو به سقوط می‌رفتند و بر اثر همین اتفاقات، شیخ حسن از فرصت استفاده کرده و حکومتی در بخشی از ایران تشکیل داد. وی در ۷۴۴ هجری به دست زن و چند تن از کنیزانش کشته شد.

## ملک اشرف (۷۴۴–۷۵۸ق)
ملک اشرف چوپانی فردی مال‌اندوز و سفاک بود و در دوران حکومتش، تبریز دچار وبای شدیدی شد و از اعتبار افتاد. علمای تبریز که از ظالمیت او به تنگ آمده بودند، به نزد جانی‌بیک حاکم مغول دشت قبچاق رفتند و از او کمک خواستند. جانی‌بیک به تبریز لشکر کشید و در جریان تعقیب و گریزهایی، ملک اشرف را اسیر و به اصرار حاکم شروان کشتند.

## تبارنامه
|  |  |     |     |     |     |                |                |                |                |                |                |          |          |                 |                 |                 |                 |                 |                 |  |  | امیر چوپان  |             |             |             |             |             |  |  |           |           |           |           |           |           |  |  |             |             |             |             |             |             |  |  |  |  |  |  |  |  |  |  |  |  |  |  |  |  |  |  |  |  |  |  |  |  |  |  |  |  |  |  |  |  |  |  |
|  |  |     |     |     |     |                |                |                |                |                |                |          |          |                 |                 |                 |                 |                 |                 |  |  |             |             |             |             |             |             |  |  |           |           |           |           |           |           |  |  |             |             |             |             |             |             |  |  |  |  |  |  |  |  |  |  |  |  |  |  |  |  |  |  |  |  |  |  |  |  |  |  |  |  |  |  |  |  |  |  |
|  |  |     |     |     |     |                |                |                |                |                |                |          |          |                 |                 |                 |                 |                 |                 |  |  |             |             |             |             |             |             |  |  |           |           |           |           |           |           |  |  |             |             |             |             |             |             |  |  |  |  |  |  |  |  |  |  |  |  |  |  |  |  |  |  |  |  |  |  |  |  |  |  |  |  |  |  |  |  |  |  |
|  |  | حسن | حسن | حسن | حسن | حسن            | حسن            |                |                | تیمورتاش       | تیمورتاش       | تیمورتاش | تیمورتاش | تیمورتاش        | تیمورتاش        |                 |                 |                 |                 |  |  | دمشق خواجه  | دمشق خواجه  | دمشق خواجه  | دمشق خواجه  | دمشق خواجه  | دمشق خواجه  |  |  | شیخ محمود | شیخ محمود | شیخ محمود | شیخ محمود | شیخ محمود | شیخ محمود |  |  | بغداد خاتون | بغداد خاتون | بغداد خاتون | بغداد خاتون | بغداد خاتون | بغداد خاتون |  |  |  |  |  |  |  |  |  |  |  |  |  |  |  |  |  |  |  |  |  |  |  |  |  |  |  |  |  |  |  |  |  |  |
|  |  | حسن | حسن | حسن | حسن | حسن            | حسن            |                |                | تیمورتاش       | تیمورتاش       | تیمورتاش | تیمورتاش | تیمورتاش        | تیمورتاش        |                 |                 |                 |                 |  |  | دمشق خواجه  | دمشق خواجه  | دمشق خواجه  | دمشق خواجه  | دمشق خواجه  | دمشق خواجه  |  |  | شیخ محمود | شیخ محمود | شیخ محمود | شیخ محمود | شیخ محمود | شیخ محمود |  |  | بغداد خاتون | بغداد خاتون | بغداد خاتون | بغداد خاتون | بغداد خاتون | بغداد خاتون |  |  |  |  |  |  |  |  |  |  |  |  |  |  |  |  |  |  |  |  |  |  |  |  |  |  |  |  |  |  |  |  |  |  |
|  |  |     |     |     |     |                |                |                |                |                |                |          |          |                 |                 |                 |                 |                 |                 |  |  |             |             |             |             |             |             |  |  |           |           |           |           |           |           |  |  |             |             |             |             |             |             |  |  |  |  |  |  |  |  |  |  |  |  |  |  |  |  |  |  |  |  |  |  |  |  |  |  |  |  |  |  |  |  |  |  |
|  |  |     |     |     |     | شیخ حسن چوپانی | شیخ حسن چوپانی | شیخ حسن چوپانی | شیخ حسن چوپانی | شیخ حسن چوپانی | شیخ حسن چوپانی |          |          | ملک اشرف چوپانی | ملک اشرف چوپانی | ملک اشرف چوپانی | ملک اشرف چوپانی | ملک اشرف چوپانی | ملک اشرف چوپانی |  |  | دلشاد خاتون | دلشاد خاتون | دلشاد خاتون | دلشاد خاتون | دلشاد خاتون | دلشاد خاتون |  |  |           |           |           |           |           |           |  |  |             |             |             |             |             |             |  |  |  |  |  |  |  |  |  |  |  |  |  |  |  |  |  |  |  |  |  |  |  |  |  |  |  |  |  |  |  |  |  |  |